# Soestbach
Der Soestbach ist ein 13 km langer Bach im Flachland und ein linker Nebenfluss der Ahse. Er fließt in der Soester Börde in der Stadt Soest und der Gemeinde Welver, wo er bei Berwicke in die Ahse mündet.

## Geographie
Der Soestbach gehört zu den zahlreichen Gewässern, die am Nordrand der Haar entspringen und die Hellwegbörden durchfließen. Der Soestbach ist das Hauptgewässer der Soester Börde (im historischen Sinn). Er entspringt südlich der Soester Altstadt und trägt im Stadtgebiet verschiedene Namen.

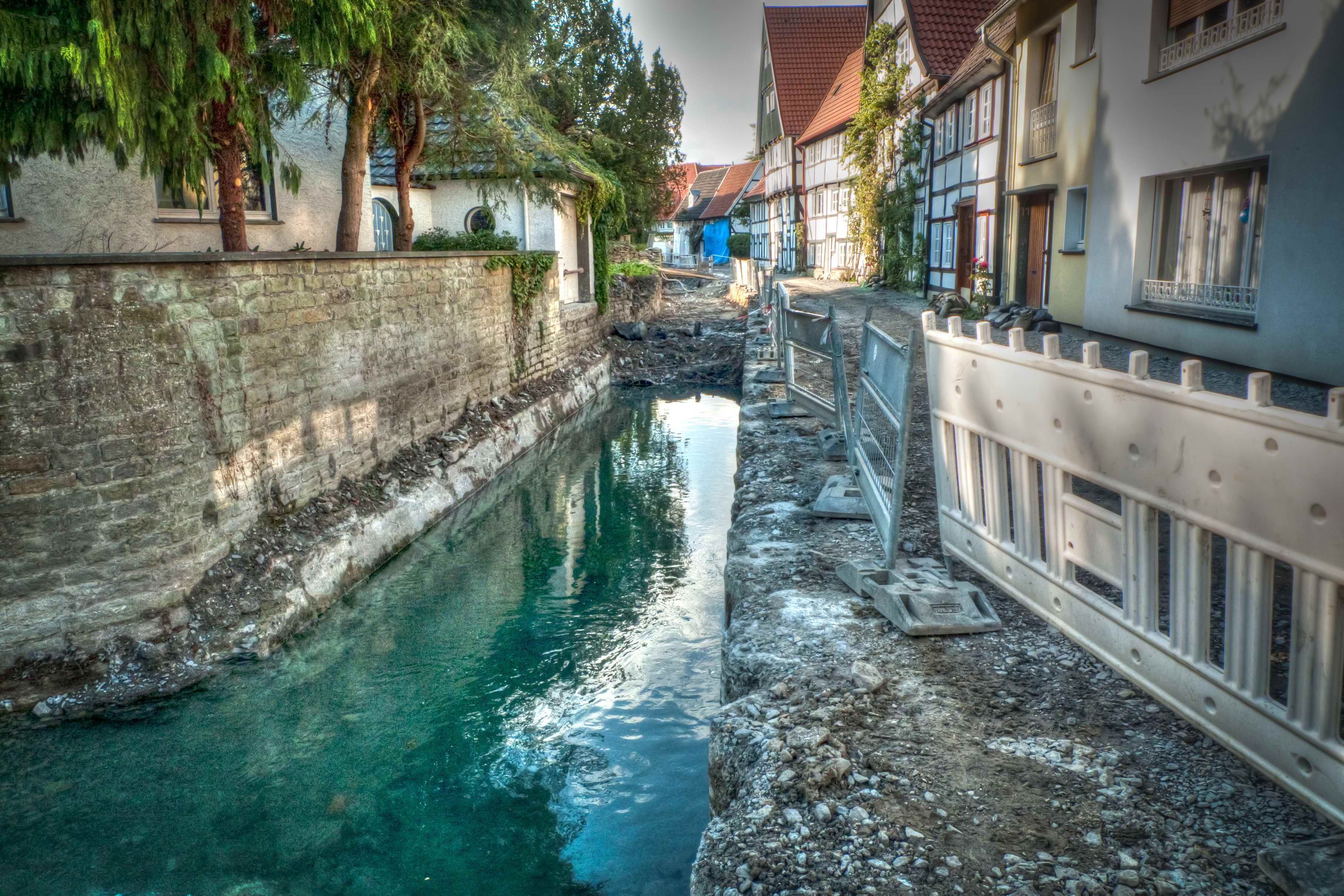
Renaturierung des Abschnitts Loerbach im Stadtzentrum von Soest, 2010

In seinem Oberlauf ist der Soestbach zum Teil verrohrt; seit den 1990er Jahren sind jedoch kleine Teile des Baches wieder renaturiert, größere Teile wieder freigelegt worden. Am unteren Ende der Straße Am Loerbach mündet der Abfluss des Großen Teiches in den hier als Loerbach bekannten Soestbach. Der Name Loerbach leitet sich von den Soester Lohgerbern ab, die im Mittelalter direkt am Bachlauf in einfachen, kleinen Handwerkshäusern wohnten. Archäologen haben am und im Soestbach mehrere Schädel- und Knochenreste gefunden, da die Metzger die Häute mit Schädel und Füßen den Gerbern lieferten.
Der Soestbach fließt in westlicher Richtung teilweise offen, teilweise verrohrt aus dem geschlossenen Siedlungsgebiet der Stadt hinaus. Nach Verlassen der Stadt fließt er in westlicher Richtung durch das Dorf Hattrop. Nördlich von Schwefe mündet von links der Bach Blögge in den Soestbach. Zwischen Einecke und Borgeln wendet sich der Soestbach in nördliche Richtung und fließt an der Borgelner Mühle vorbei und weiter auf Berwicke zu. Nachdem der Bach Berwicke von Süd nach Nord durchquert hat, fließt er an Haus Nehlen vorbei und mündet in die Ahse.

## Sehenswürdigkeiten und Bauwerke
- Haus Nehlen
- Borgelner Mühle

## Zuflüsse
- Blögge (links)

## Orte
- Soest
- Welver
- Hattrop